# Phoma bellidis
Phoma bellidis är en lavart som beskrevs av Neerg. 1950. Phoma bellidis ingår i släktet Phoma, ordningen Pleosporales, klassen Dothideomycetes, divisionen sporsäcksvampar och riket svampar.   Inga underarter finns listade i Catalogue of Life.